# Distretto di Khezaras
Il distretto di Khezara è un distretto della provincia di Guelma, in Algeria.

## Comuni
Il distretto di Khezaras comprende 3 comuni:
- Khezara
- Bouhachana
- Aïn Sandel